# أرماندو منديز دي لا لوز
أرماندو منديز دي لا لوز هو سياسي مكسيكي، ولد في 27 أغسطس 1951 في مدينة فيراكروز في المكسيك. انتخب عضو مجلس الشيوخ المكسيكي ‏.